# Делянов, Давид Артемьевич
Дави́д Арте́мьевич (Арутюнович) Деля́нов (Делакьян) (24 июля 1763 — 7 июля 1837) — российский военачальник армянского происхождения, генерал-майор Русской императорской армии.

## Биография
Давид Делянов родился 24 июля 1763 года; из армянских дворян.
22 августа 1773 года был записан на военную службу вахмистром в Нарвский 13-й гусарский полк.
7 января 1786 года с чином подпоручика Делянов перешёл в Воронежский пехотный полк с которым сражался в русско-польской войне 1792 года и польских событиях 1794 года.
В ходе войны четвёртой коалиции сражался с французами в баталии при Гейльсберге и бою близ Фридланда. 12 декабря 1807 года за заслуги получил погоны полковника.
С 27 января 1801 года перешёл в Сумский 1-й гусарский полк.
После вторжения армии Наполеона в пределы Российской империи, принимал участие в ряде битв Отечественной войны 1812 года, а после изгнания врага участвовал в заграничных походах русской армии 1813—1814 годов.
15 сентября 1813 года был удостоен чина генерал-майора.
26 ноября 1816 года был удостоен ордена Святого Георгия 4-го класса.
С 4 июля 1827 года состоял по кавалерии.
30 декабря 1833 года уволен в почётную отставку по состоянию здоровья.
Давид Артемьевич Делянов умер 7 июля 1837 года.

## Семья

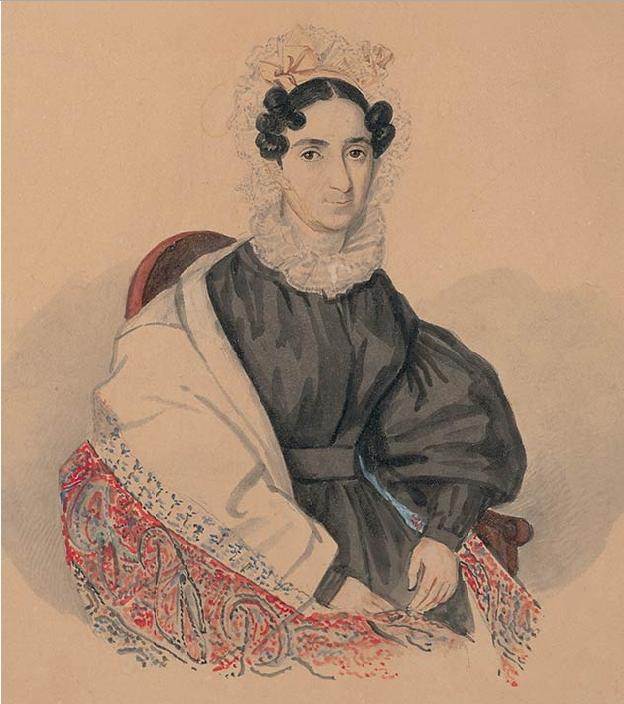
Мария Екимовна Делянова

Жена  — Мария Екимовна Лазарева (1784—1868), дочь основателя Лазаревского института (1814), известного мецената Екима Ивановича Лазарева (1743—1826) от брака его с Анной Сергеевной Ивановной (1766—1820). В браке имела двух сыновей и дочь:
- Николай Давыдович (1816—1897), тайный советник, директор Лазаревского института. Был женат на Елене Абрамовне Хвощинской (? —1907). У них четыре дочери: Софья (1851—1925) (муж — В. М. Голицын); Мария (1855 — не ранее 1944; муж — М. Г. Акимов); Ольга (16.06.1860, Франкфурт-на-Майне —1924, Москва; первый муж  — ротмистр А.П.Хвощинский, второй  — А.Г.Булыгин); Екатерина (09.02.1864, Вюртемберг—1886, в замужестве Мясоедова).
- Иван Давыдович (1818—1897), министр народного просвещения.
- Елена Давыдовна (1821—1870), в браке с князем Иваном Эммануиловичем Манук-бей.

## Усадьбы
В Калужской губернии генерал Делянов владел усадьбой Утешево. Усадебный дом до нашего времени не сохранился, но сохранилась и отреставрирована церковь Спаса Нерукотворного, которую Мария Иоакимовна в 1839 году построила в память о муже. Принадлежала чете Деляновых и вторая усадьба в Калужской губернии — Железняки (ныне в черте города Калуга). Эта усадьба являлась собственностью Лазаревых и была получена Деляновым, как приданое за женой. Именно в этой усадьбе Деляновы жили большую часть времени. После революции из усадьбы Железняки в Калужский художественный музей поступила большая коллекция живописи, мебели и произведений декоративно-прикладного искусства, включая портреты членов семьи Деляновых, выполненные художником Карлом Барду.

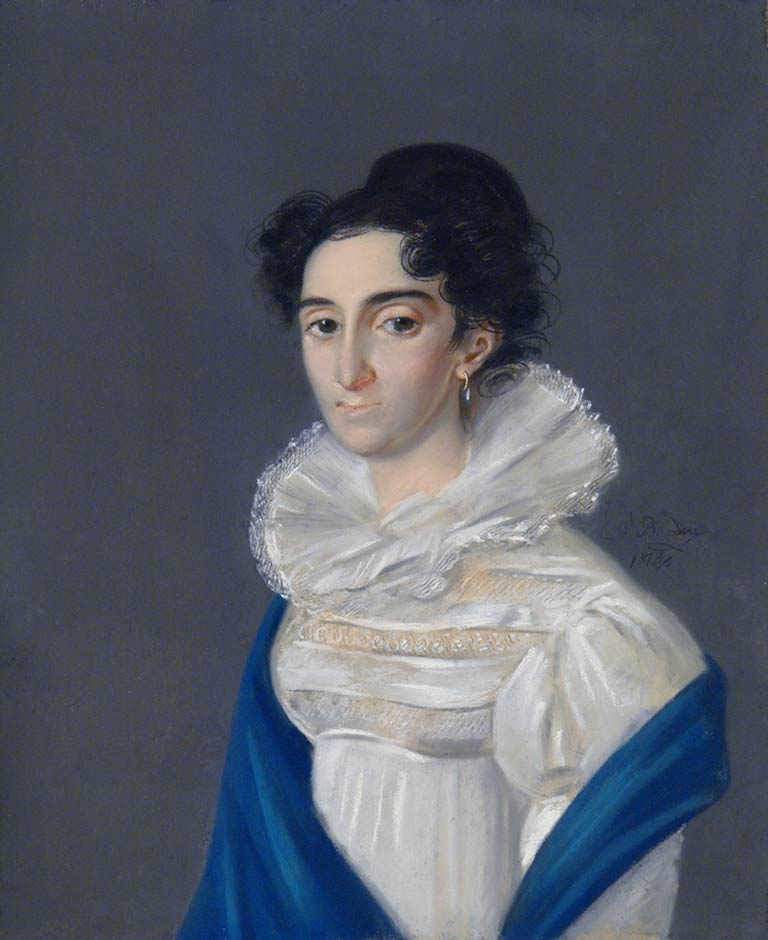
Карл Барду. Портрет М.Е. Деляновой.
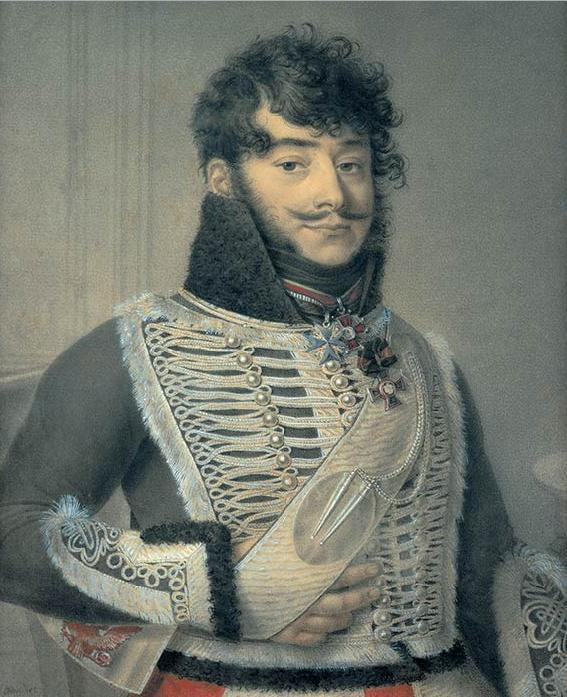
Франсуа Бодьо. Генерал-майор Д.А. Делянов.